# Maria Briscoe Croker
Maria Briscoe Croker (ur. 24 kwietnia 1875 w Charlotte Hall w stanie Maryland, zm. 6 maja 1962 w Baltimore) – poetka amerykańska. 
W 1959 została przez gubernatora J. Millera Tawesa uhonorowana tytułem Poety Laureata stanu Maryland. Miała wtedy 84 lata. Jeden z wierszy poetka poświęciła Sarah Bernhardt.